# نهر بورانهم
 نهر بورانهم (Rio Buranhém) - المعروف أيضًا باسم ريو دو بيكسي - هو مجرى مائي يتدفق عبر ولايتي ميناس جيرايس (20 كم) وباهيا (128 كم) في البرازيل . وينتهي مساره في المحيط الأطلسي بجوار مدينة بورتو سيغورو . تحتل المدينة مكانًا متميزًا في التاريخ البرازيلي ، حيث كانت في عام 1500 نقطة الهبوط الأولى للملاحين البرتغاليين بقيادة بيدرو ألفاريس كابرال ، الذي اكتشف البرازيل .